# متحف سكك حديدية (موسكو)

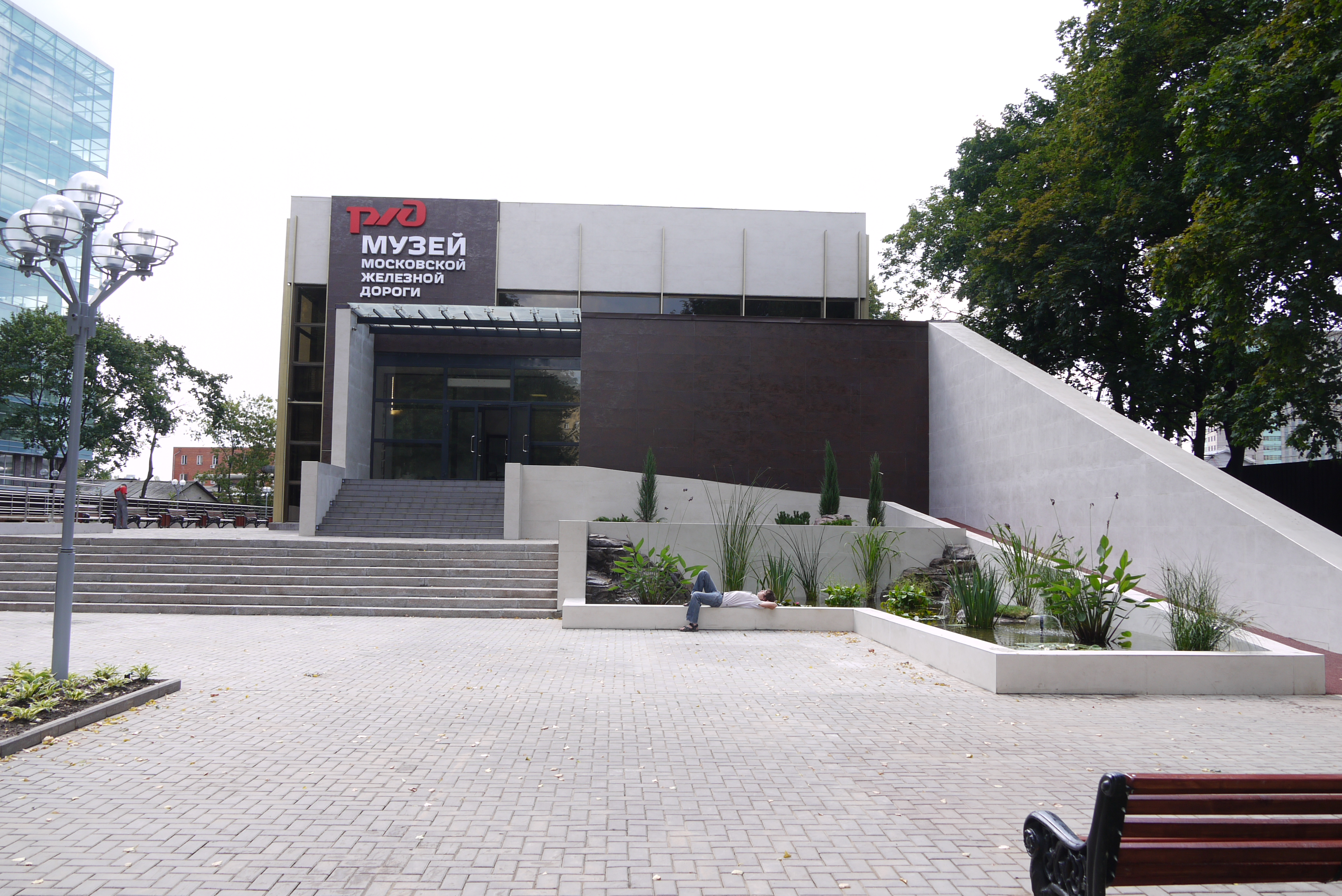
مدخل المتحف

متحف السكك الحديدية في موسكو (بالروسية: Музей Московской железной дороги) هو متحف سكك حديدية يقع في مدينة موسكو الروسية. اُفتُتِح المتحف للزوار الخاصين في عام 2011 ثم اُفتُتِحَ للعامة في كانون الثاني عام 2012. وهو مفتوح من الساعة العاشرة صباحًا وحتى الساعة السابعة مساءً، في جميع أيام الأسبوع عدا الاثنين والثلاثاء.

## نظرة عامة
كان يُطلَق على المتحف رسميًّا متحف قطار جنازة لينين. ولا يزال المتحف يضم معروضات تتعلق بقطار جنازة فلاديمير لينين بما في ذلك قاطرة البخار غين 127 طراز 4-6-0. وقد وُسِّعَت المعروضات فالمتحف الآن يضم العديد من الأعمال الفنية المتعلقة بخط سكة الحديد في موسكو وتاريخ السكك الحديدية الروسية من بدايات السكك الحديدية في روسيا وحتى يومنا هذا. ويعرض كل ما يتعلق بالقطارات من وثائق، وصور، وأزياء رسمية وبنود معدات السكك الحديدية ونماذج للقطارات. ويعرض أيضًا قاطرة البخار غين 127 الوحيدة المُتبقِّية من الدرجة غين.

## بعض المعروضات

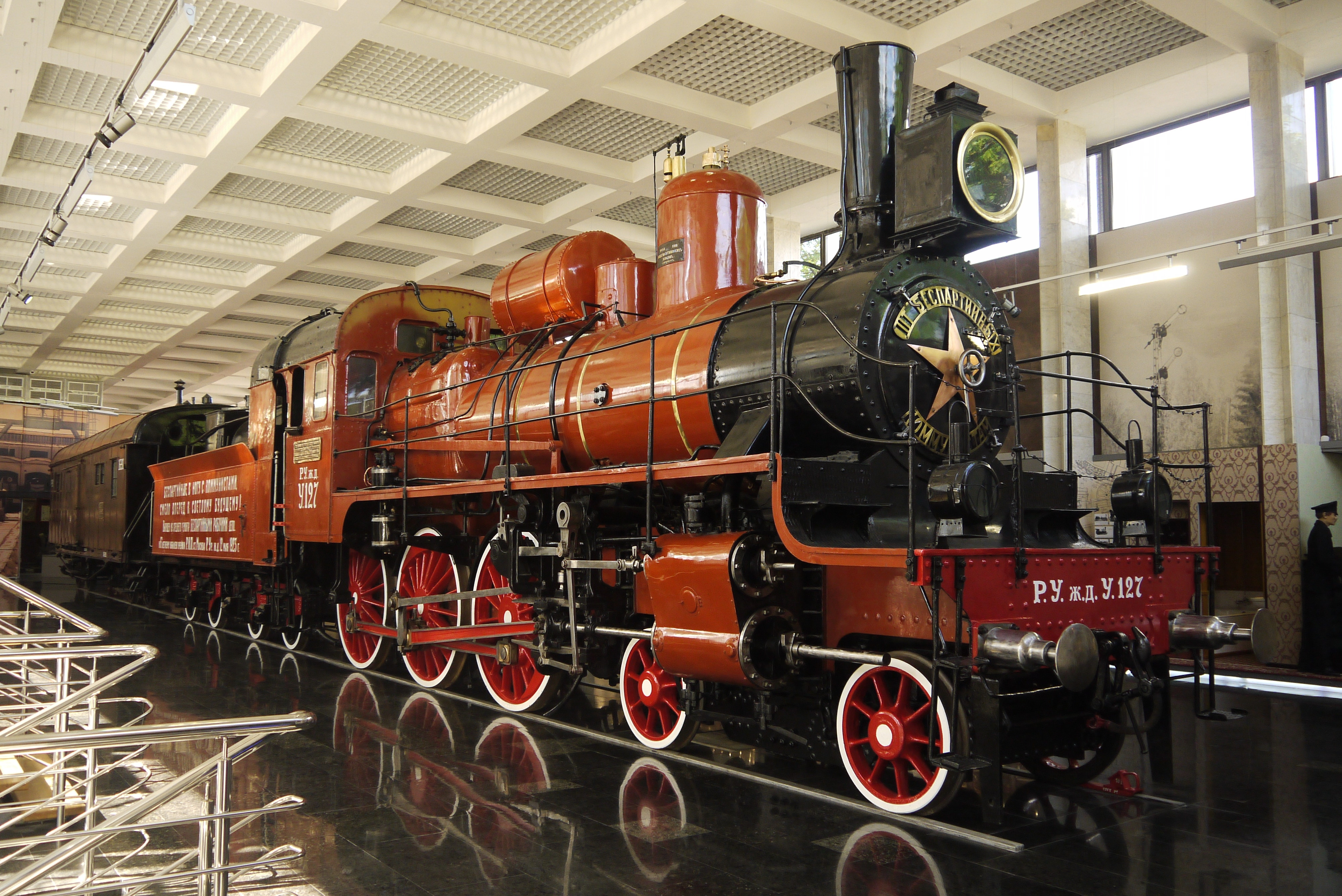
قاطرة البخار غين 127، في الواجهة الرئيسة للمتحف
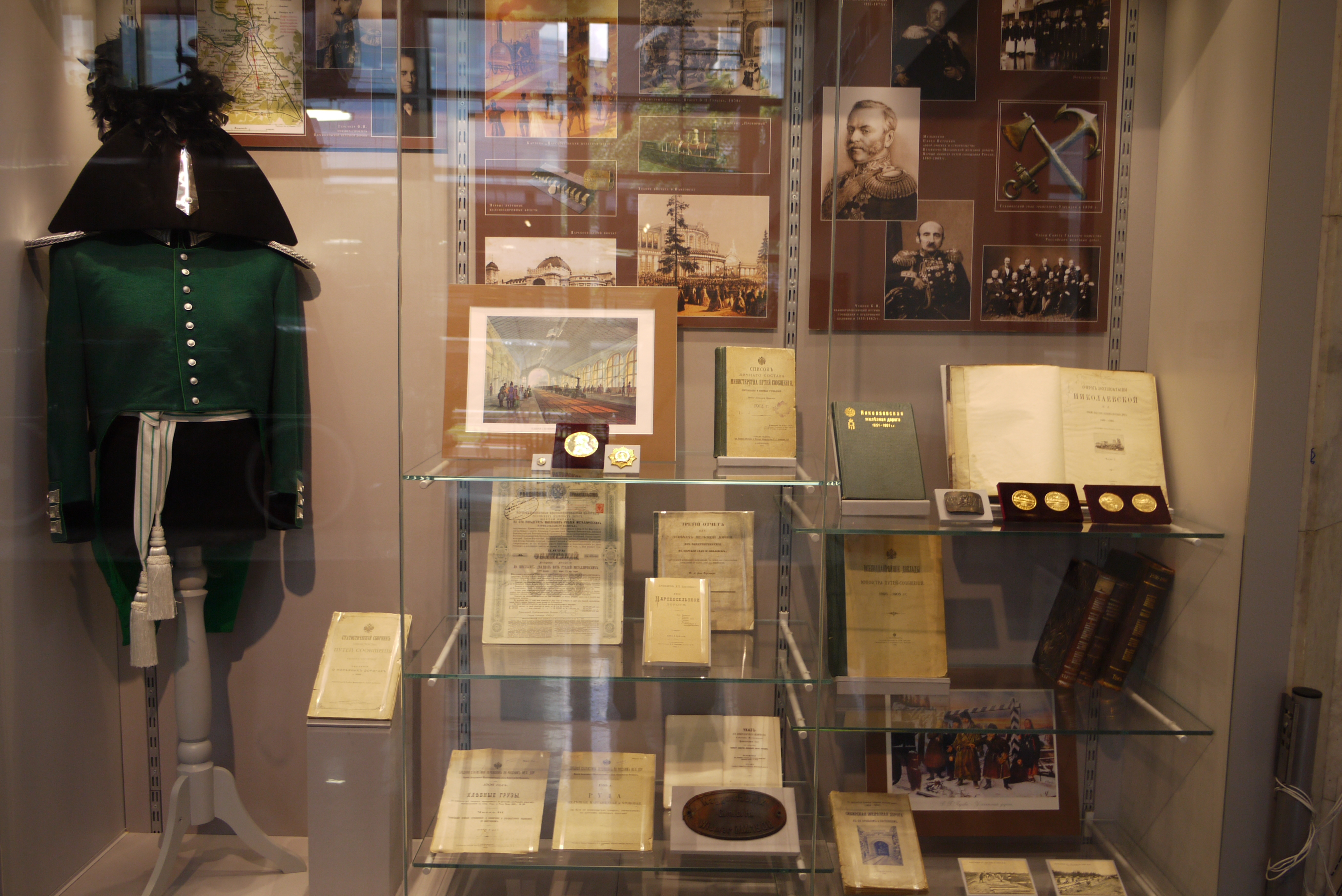
بعض المعروضات
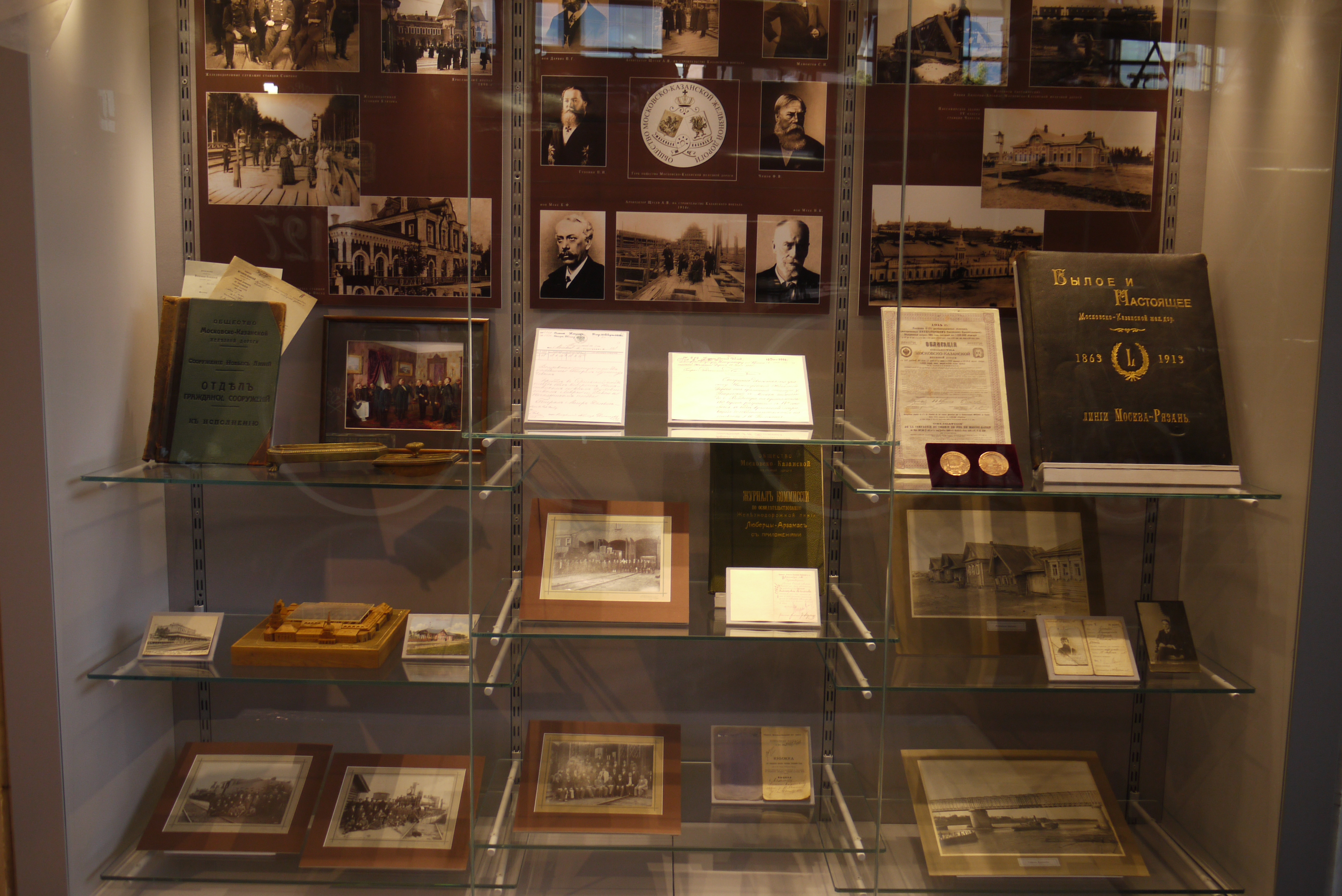
بعض المعروضات
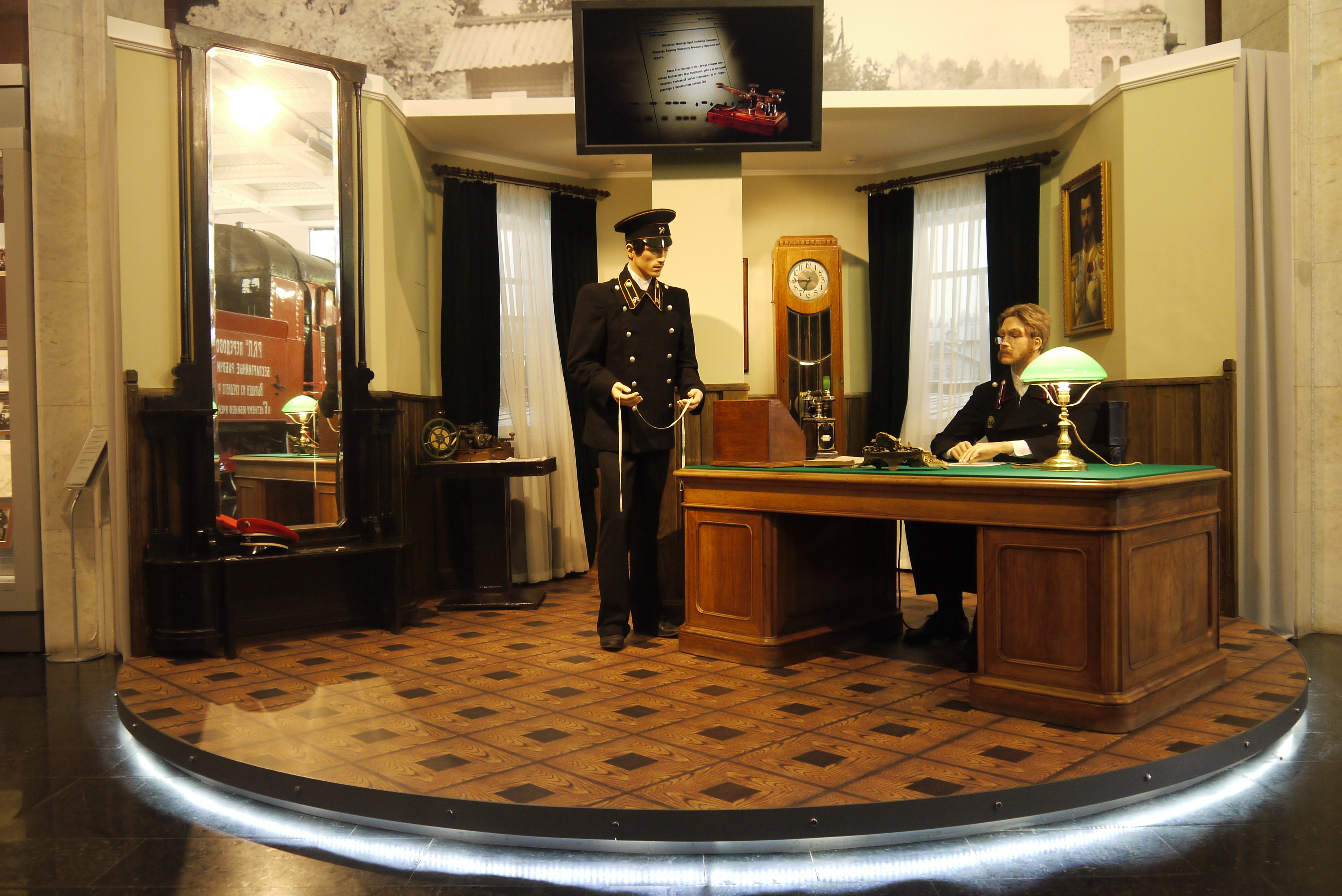
نموذج من مكتب السكك الحديدية الروسية في القرن التاسع عشر
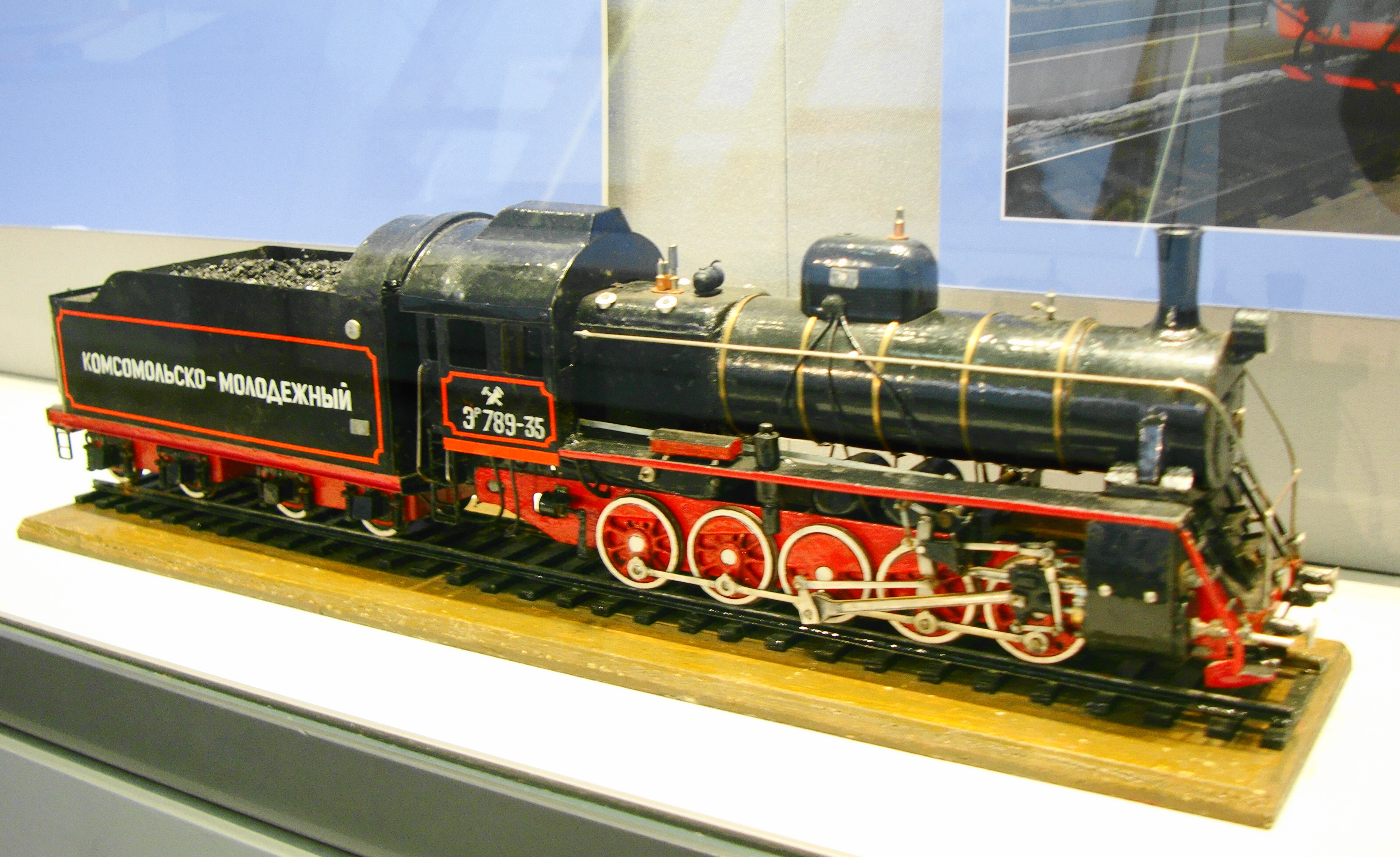
نموذج مصغر للقاطرات الروسية من الطراز ياء
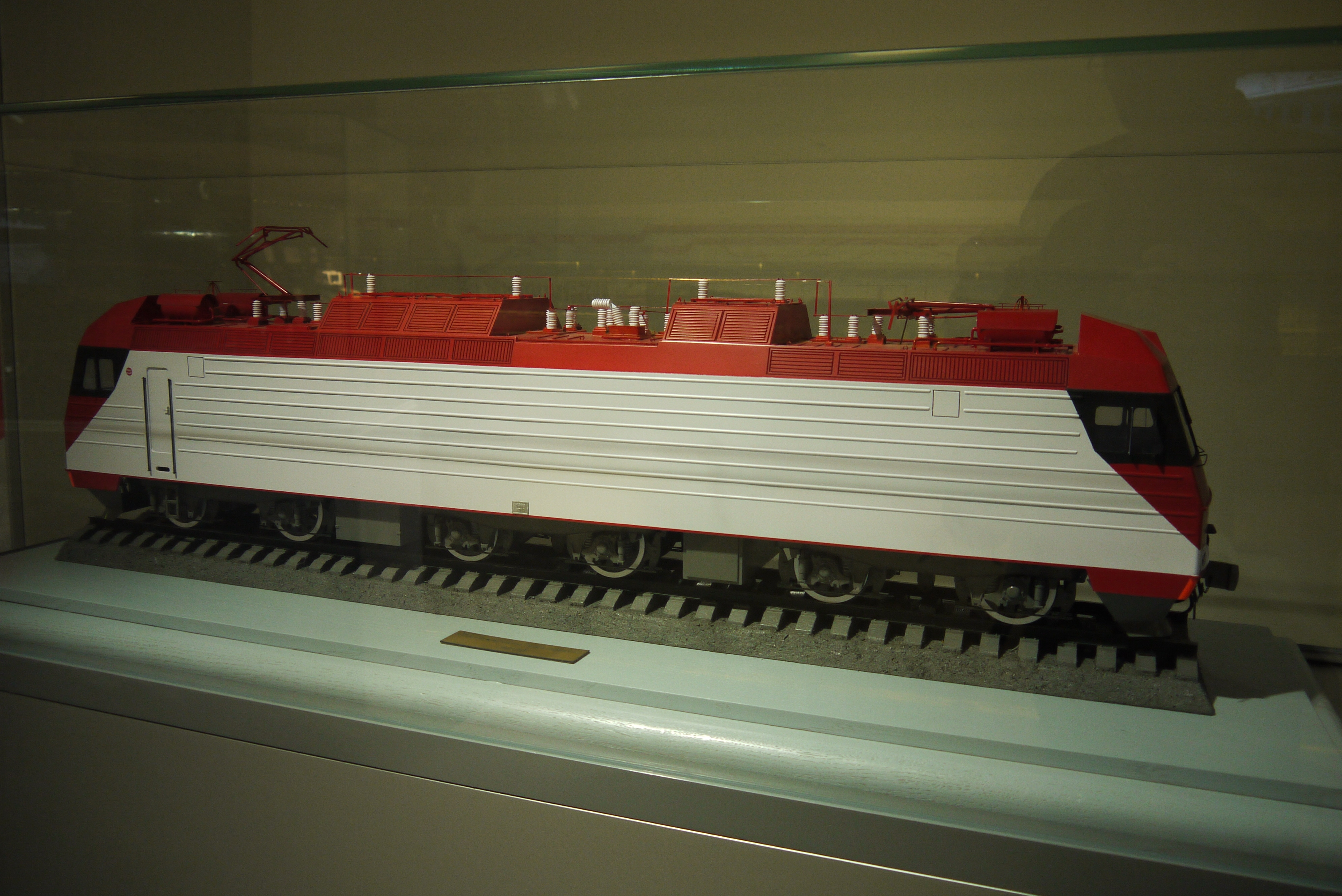
نموذج مصغر من القاطرة الروسية الكهربائية ياء باء 10
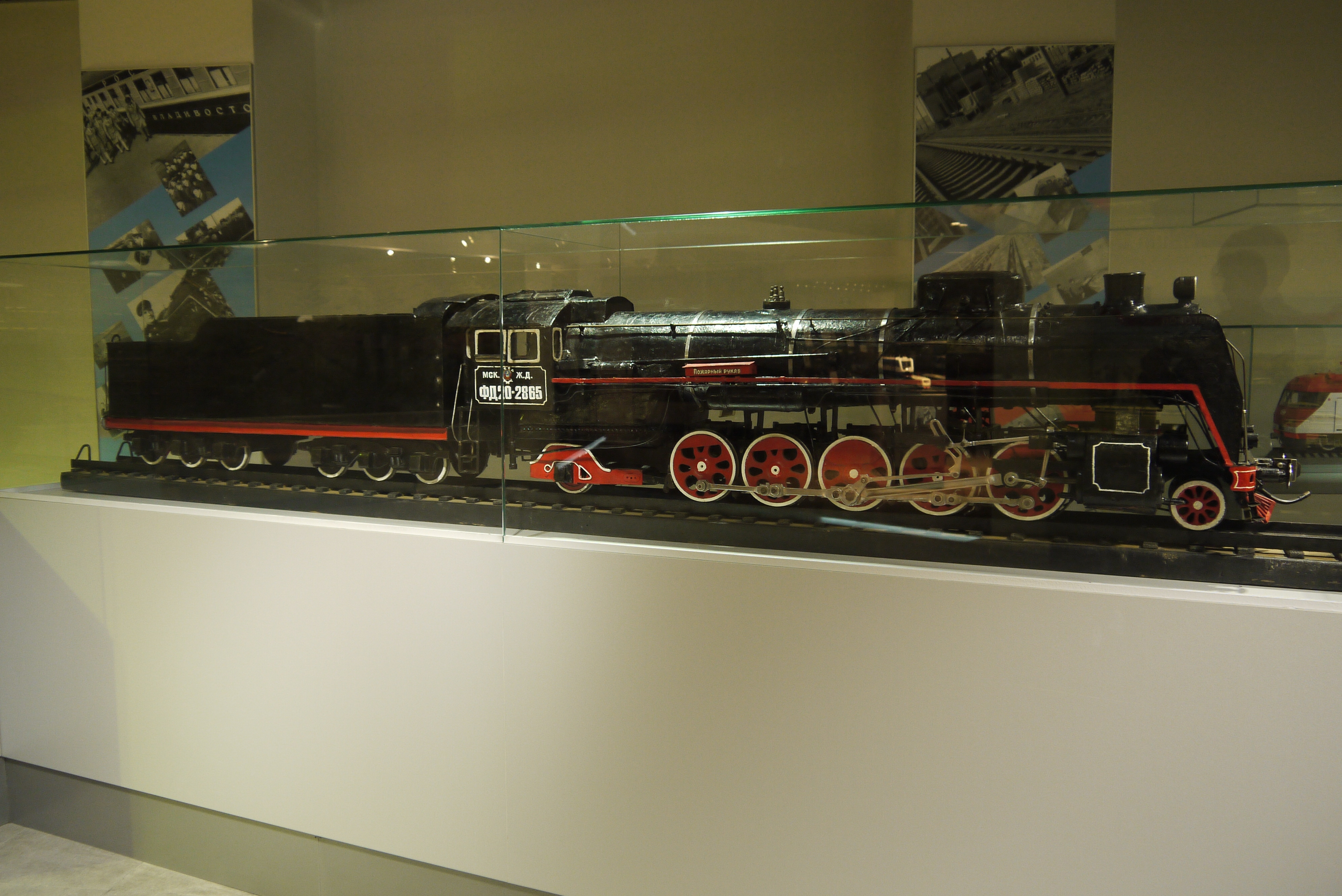
نموذج مصغر من القاطرة الروسية فاء دال طراز فاء دال 20-2865
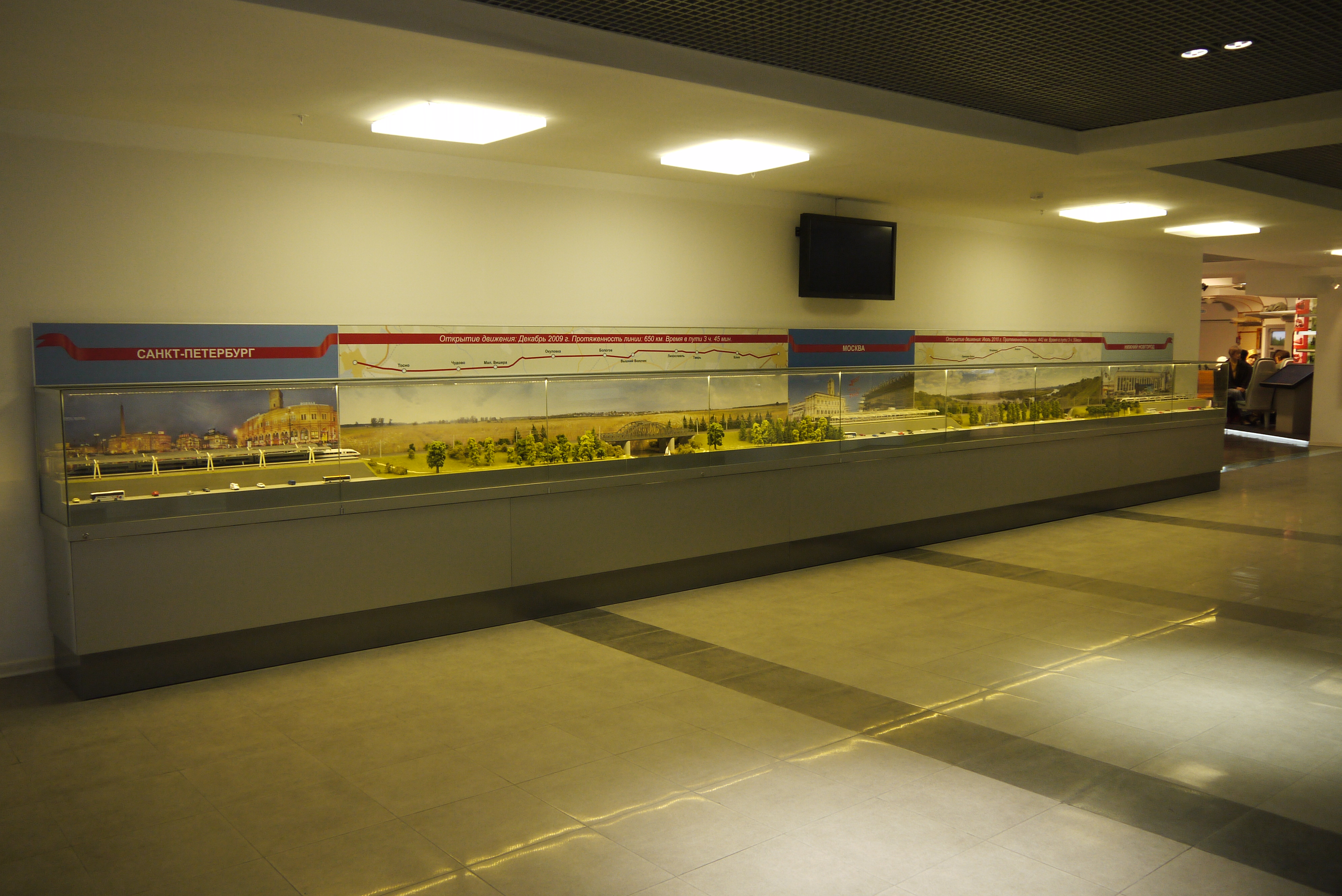
نموذج مصغر لسكة الحديد صبصان